# Ги Лижие
Ги Камий Лижие (на френски: Guy Camille Ligier, 12 юли 1930 – 23 август 2015) е бивш френски ръгбист, пилот и собственик на тима от Формула 1 – „Лижие“.
Става известен още в края на 40-те години на XX век, като ръгби играч. По същото време работи като касапин в родния си град Виши. Остава сирак, за това е отдаден на идеята да изгради собствен бизнес в сферата на строителството. Когато ръгби кариерата му приключва поради множество контузии – играе дори в националния отбор на Франция – започва да се състезава първо с мотоциклети, после със състезателни болиди.
В началото на 60-те години на XX век Лижие навлиза в строителния бизнес. В този период се запознава с Франсоа Митеран и Пиер Береговоа – тогава местни политици от Френската социалистическа партия.

## Състезателна Кариера
Най-доброто му класиране в стартовете за Формула 1 е 6-о място на Голямата награда на Германия през 1967 г.